# ひるがの高原

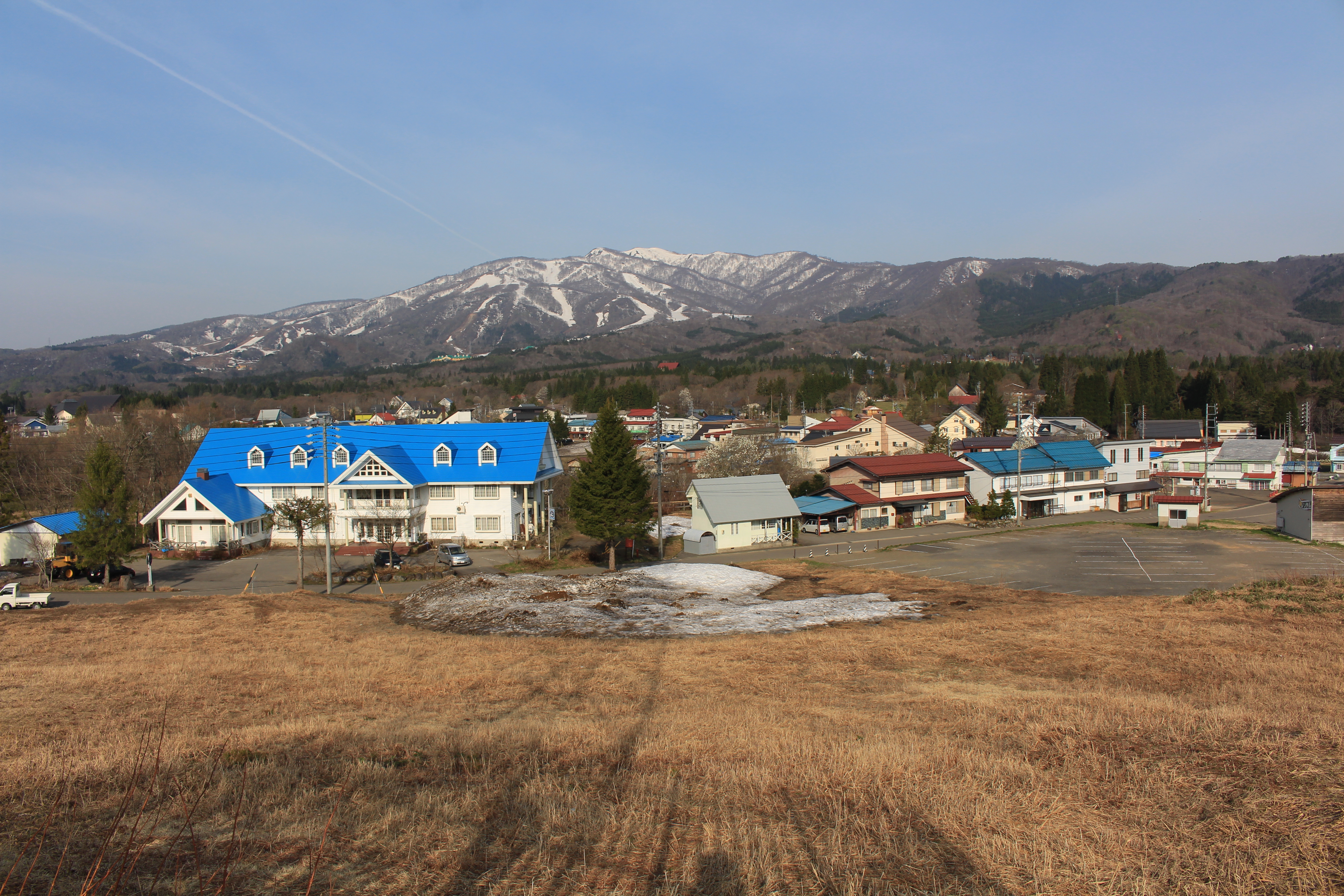
ひるがの高原から望む大日ヶ岳

ひるがの高原（ひるがのこうげん）は岐阜県郡上市高鷲町にある高原。主に、同市高鷲町蛭ヶ野地内にある「蛭ヶ野高原」と鷲見地内にある「上野高原」のことを指すが、現在では、切立地内にある「明野高原」も含めて、高鷲町にある高原を総称して平仮名で表して呼ぶことがある。
同市高鷲町にある各高原名は地名では無いため、位置や範囲は明確にされておらず、ひらがなで表した「ひるがの高原」に明確な定義はない。
蛭ヶ野高原は「ひるがの高原」と、「蛭ヶ野」を平仮名にして表記されることが多く、地図にはこのように書かれていることが多い。キャンプ場やスキー場の名前は「ひるがの高原」と平仮名で書かれているが、「蛭ヶ野簡易郵便局」のように漢字表記の施設もある。
また、鷲見地内にある東海北陸自動車道のサービスエリアは上野高原にあるが「ひるがの高原」と平仮名で名前が付けられている。上野高原や明野高原で採れる夏大根は、「ひるがの高原だいこん」と呼ばれ、平仮名で商標登録がされている。
蛭ヶ野地内にある蛭ヶ野高層湿原植物群落では、岐阜県の天然記念物の指定を受けていて、その周辺にはひるがの湿原植物園がある。夏は避暑地として、秋は紅葉狩り、スキー場があり、冬はスキーが楽しめる。アクセスは東海北陸自動車道高鷲IC、荘川IC、ひるがの高原サービスエリアスマートICが至近。

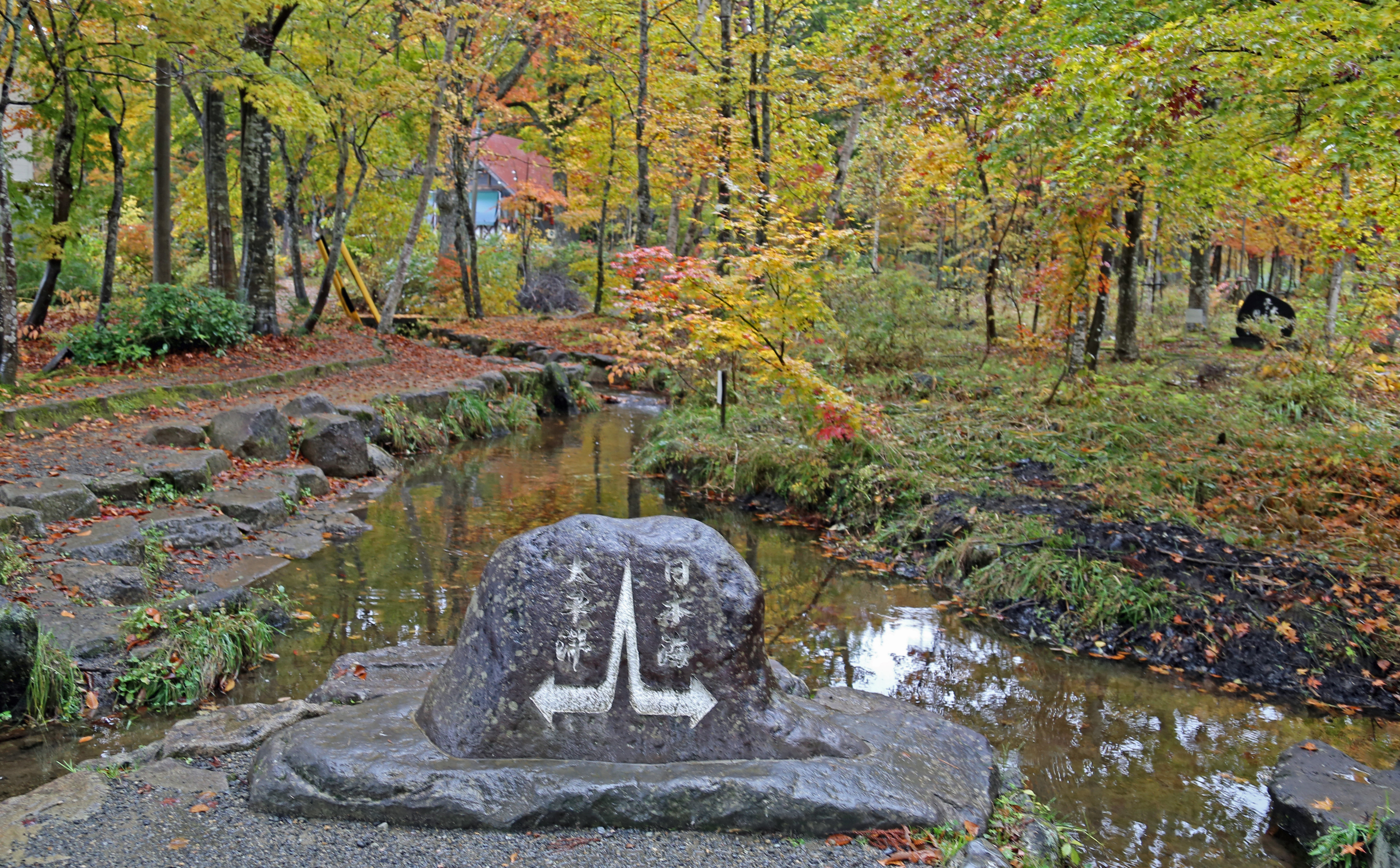
ひるがの高原分水嶺

国道156号沿いに中央分水嶺と分水嶺公園があり、この分水嶺から北へ流れる水は庄川（庄川水系）、南へ流れる水は長良川（木曽川水系）となる。

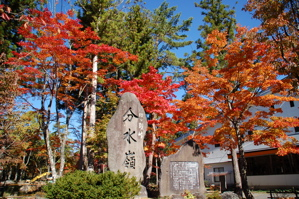
分水嶺公園の石碑
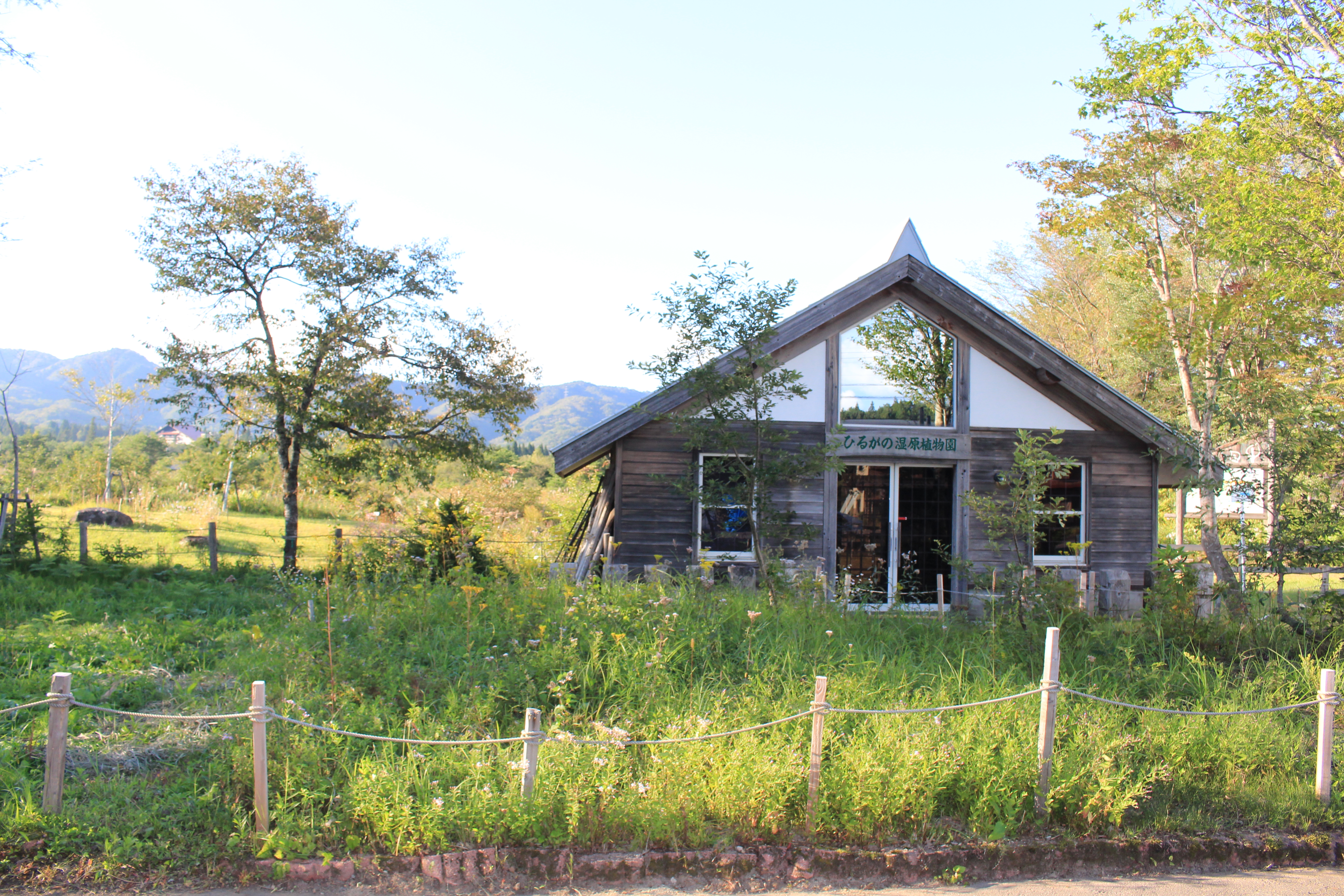
ひるがの湿原植物園
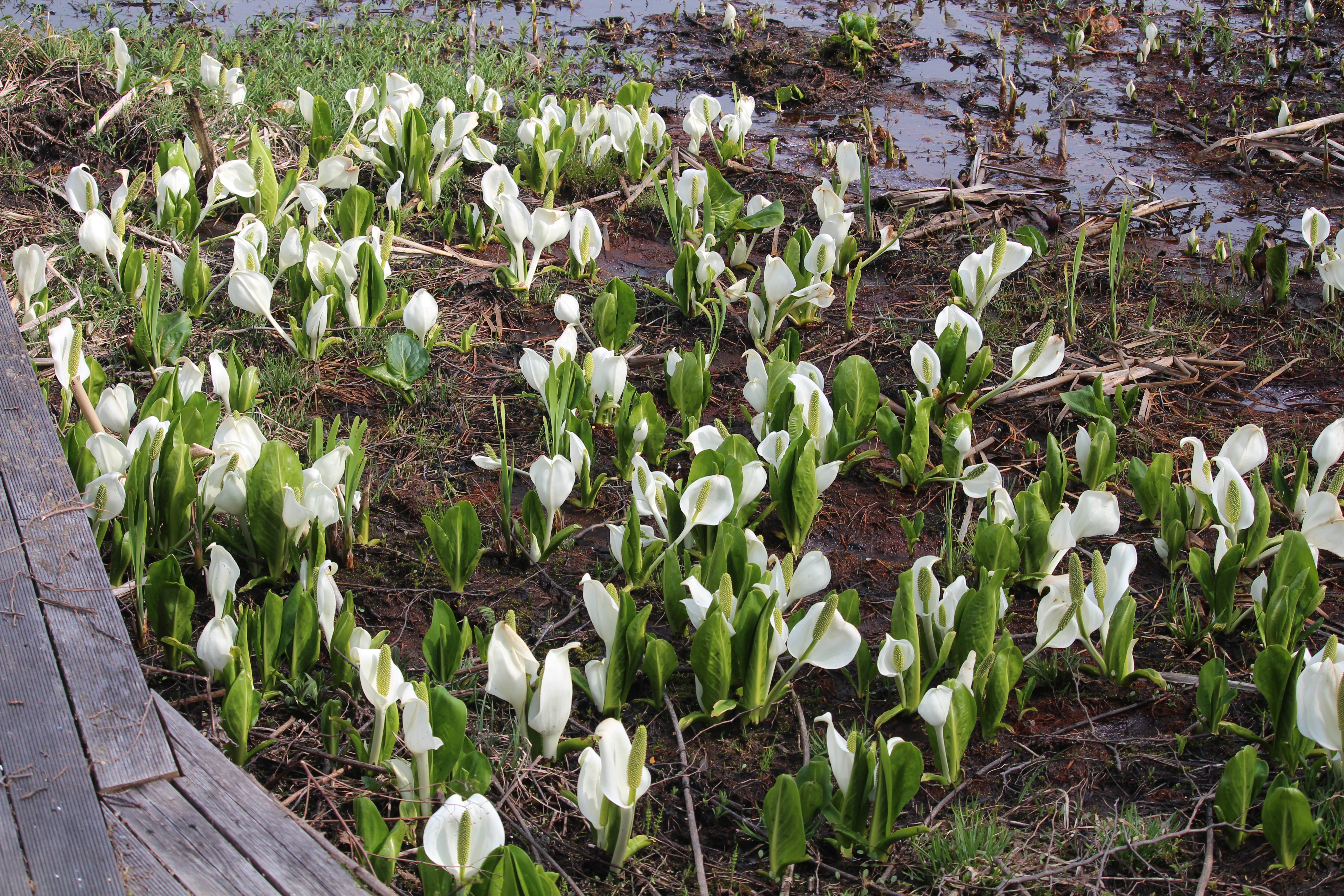
岐阜県天然記念物「蛭ヶ野高層湿原植物群落」のミズバショウ